# John Purcell
John Raymond Purcell (* 8. Mai 1952 in New York City) ist ein US-amerikanischer Multi-Instrumentalist (Alt-, Sopran- und Baritonsaxophon, Klarinetten, Saxello, Englisch Horn, Flöten, Synthesizer) und Musikpädagoge des Avantgarde Jazz.

## Leben und Wirken
John Purcell schloss mit 23 Jahren die Manhattan School of Music ab. Wegen eines Tumors konnte er zunächst sein Saxophonspiel nicht fortsetzen, entwickelte aber eine eigene Methode des Spiels auf den verschiedensten Blasinstrumenten. Er arbeitete zu Beginn seiner Karriere mit
Lionel Hampton, Benny Golson, Dizzy Gillespie, Benny Carter, Elvin Jones und vielen anderen Musikern, spielte sechs Jahre im American Jazz Orchestra, mit Archie Shepp (Attica Blues, 1980), Peter Warren (1981) und mit Chico Freeman (Tangents, 1984).
Purcell nahm ab 1980 mit Jack DeJohnettes Formation Special Edition mehrere Alben für das ECM-Label auf, so Album Album, auf dem er Sopransaxophon spielte. Er spielte auch in einem Klarinettenquartett mit Douglas Ewart, Edward Wilkerson und J. D. Parran. In der zweiten Hälfte der 1980er Jahre spielte er in den Bands von Muhal Richard Abrams, Lawrence „Butch“ Morris, Dennis Gonsalvez und Hamiet Bluiett. Außerdem wirkte er an Big-Band-Produktionen von Julius Hemphill (1988), David Sanborn und David Murray (1991/92) mit, wie David Murray Big Band Conducted by  Lawrence „Butch“ Morris. Ab Ende der 1990er Jahre ist er Mitglied des World Saxophone Quartet und spielte u. a. auf dem herausragenden Tribute-Album für Miles Davis, Selim Sivad 1998. In den 1990er Jahren nahm er mehrere Alben unter eigenem Namen auf.
Neben seiner Tätigkeit als Musiker, die er während seiner Erkrankung einschränken musste, arbeitet John Purcell als Musikpädagoge an der Manhattan School of Music und als Soundberater.

## Diskographie (Auszug)

### Als Leader
- 1986: Third Kind Of Blue (mit Ronnie Burrage und Anthony Cox)
- 1994: John Purcell & Sweeca: Trantsong
- 1995: John Purcell (Mapleshade)
- 1998: Saxello Christmas in Vienna
- 1999: Little Ray of Sunshine

### Als Sideman
- Muhal Richard Abrams: The Heringa Suite (Black Saint, 1989)
- Jack DeJohnette: Tin Can Alley (ECM, 1980), Album Album (ECM, 1984), Inflation Blues (ECM, 1982)
- Dennis Gonsalves: Stefan (Silkheart, 1986)
- David Murray: David Murray Big Band (DIW Records, 1991), South of the Border (DIW, 1992)
- David Sanborn: Upfront (Elektra, 1992), Hearsay (Elektra, 1995), Pearls (Elektra, 1995)
- World Saxophone Quartet: Four Now (Justin Time, 1995), Takin’ It 2 The Next Level (JustinTime, 1996), Selim Sivad - A Tribute to Miles Davis (JustinTime, 1998), Requiem for Julius (JustinTime, 2000), The New Chapter (JustinTime, 2001), Steppenwolf (JustinTime, 2002)